# Eulophia mechowii
Eulophia mechowii är en orkidéart som först beskrevs av Heinrich Gustav Reichenbach, och fick sitt nu gällande namn av Théophile Alexis Durand och Schinz. Eulophia mechowii ingår i släktet Eulophia och familjen orkidéer. Inga underarter finns listade i Catalogue of Life.

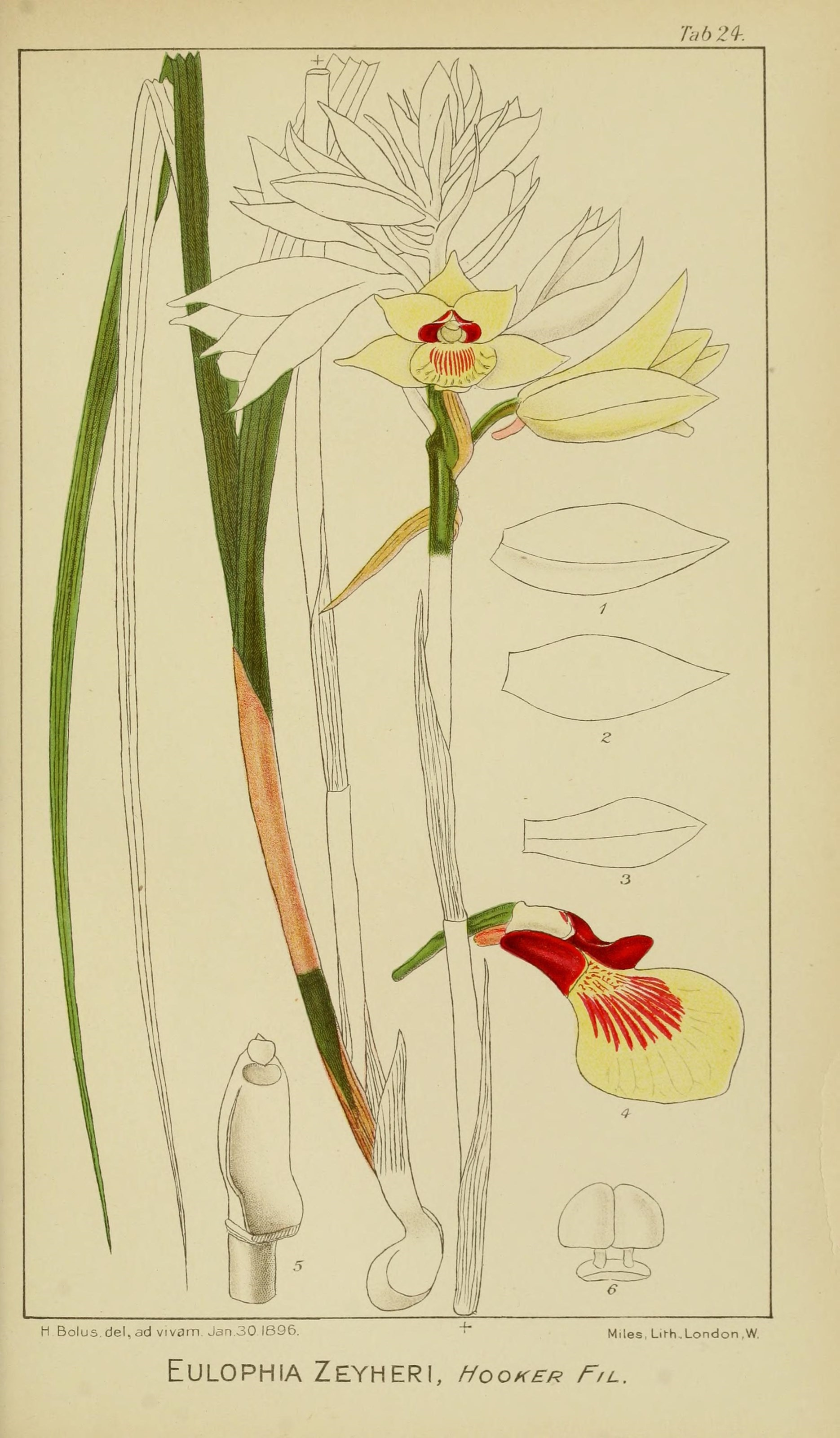